# Скюдери, Жорж де
Жорж де Скюдери́ (фр. Georges de Scudéry, 22 августа 1601, Гавр — 14 мая 1667, Париж) — французский поэт и драматург XVII века, представитель прециозной литературы. Брат Мадлен де Скюдери.

## Биография
Родился в обедневшей дворянской семье. Ещё в юном возрасте (около 1615 г.) был записан в королевскую гвардию. В 1629 г. оставил военную карьеру и перебрался в Париж. Очень скоро стал завсегдатаем салона мадам Рамбуйе и завоевал репутацию модного писателя. В 1631 г. обратил на себя внимание кардинала Ришельё; во многом способствовал пропаганде его культурной политики. Сыграл большую роль в споре о «Сиде» Корнеля. В 1642 году Ришельё назначил его командующим крепости Нотр-Дам-де-ла-Гард в Провансе, однако в 1647 г. Жорж де Скюдери возвращается в Париж. В 1650 избран во Французскую академию (кресло № 32). По окончании второй Фронды и до 1661 г. Скюдери, симпатизировавший принцу Конде, жил в Нормандии. Умер от апоплексического удара.

## Творчество
Известен прежде всего как драматург. С 1629 по 1642 годы сочинил шестнадцать пьес: двенадцать трагикомедий, две трагедии (в том числе «Смерть Цезаря», La Mort de Cesar, 1636) и две комедии (в том числе «Комедию комедиантов», La Comedie des comediens, 1634). Стремясь следовать «указаниям сверху» и одновременно литературной моде, с 1635 г. соблюдал классицистические требования (особенно в позиционировавшей себя как своего рода «анти-Сид» регулярной трагикомедии «Тираническая любовь», L’Amour tyrannique, 1639), а позднее отошёл от них.
В поэтическом сборнике «Галерея господина Скюдери» (Cabinet de M.de Scudery, 1646) подражал книге Дж. Марино «Галерея».
Героическая эпопея «Аларих, или побежденный Рим» (Alaric ou Rome vaincue, 1654) написана под влиянием Т.Тассо.
За напыщенность и манерность подвергся критике со стороны Николя Буало, в первой песни «Поэтического искусства» иронически процитировавшего строки с невероятно обстоятельным описанием дворца из поэмы «Аларих». В свою очередь Александр Дюма-отец в романе «Виконт де Бражелон» ссылается на этот пассаж Буало.

### Брат и сестра
Проблема разграничения авторства в подписанных именем Жоржа де Скюдери монументальных галантно-героических романах не имеет окончательного решения. Можно определённо утверждать, что Жорж де Скюдери принял известное участие в работе над романами своей сестры «Ибрагим, или Великий Паша» (Ibrahim ou l’Illustre Bassa, 1641; одноимённую трагедию Скюдери написал в 1642 г.), «Артамен, или Великий Кир» (Artamene ou le Grand Cyrus, 1649—1653, в десяти томах), а наиболее существенным следует считать его вклад в роман «Альмахида» (Almahide, 1660—1663, в восьми томах).